# Josep Diamant i Llovet
Josep Diamant i Llovet (Mataró, 1887 - Mataró, 1956) fou el primer president de l'Associació de Pessebristes de Mataró, fundada el 1935.
Va estar vinculat al Foment Mataroní, de signe catòlic. Al 1938 va ser empresonat sota fases acusacions. Va ser alliberat un cop acabada la Guerra Civil. Va construir un pessebre durant la seva captivitat a la presó Model de Barcelona. Va ser el nadal de 1938 que va construir un diorama plegable de cartró, la resta de presos durant les seves hores de passeig passaven a veure'l. El pessebre va ser beneït pel Bisbe de Terol que també estava empresonat. Va ser col·locat sobre l'altar, una taula de fusta amb dues veles, que presidia la Missa del Gall al fons de la galeria.
Era un dels pessebristes que a part de la construcció dels diorames també es feia les pròpies figures, que eren de guix vestides amb paper maixé. Se'n conserven poques figures, ja que eren destruïdes juntament amb el diorama.
L'any 1930 va elaborar els gegants i capgrossos de Mataró, adoptant la fisonomia que tenen actualment. Va estar dirigit per Salvador Alarma, artista barceloní. Més endavant, l'any 1950, va construir el gegant Maneló aquest cop dissenyat per l'escultor barceloní Lluís Sabadell.